# Cannon Street
Cannon Street è una strada nella Città di Londra, il nucleo storico di Londra e il suo moderno centro finanziario. Corre all'incirca parallelamente al Tamigi, a circa 250 metri (820 piedi) a nord di esso, a sud della città.
È il sito dell'antica pietra di Londra e ha dato il nome alla stazione di Cannon Street, un capolinea ferroviario principale e collegato alla stazione della metropolitana di Londra.

## Etimologia
L'area intorno a Cannon Street era inizialmente il luogo di residenza dei produttori di candele. Il nome appare per la prima volta come Candelwrichstrete (ovvero "Candlewright Street") nel 1190. Il nome fu abbreviato più di 60 volte a causa del dialetto locale cockney e si sviluppò in Cannon Street nel XVII secolo.
Una Cannon Street a Birmingham, secondo gli archivi della Birmingham Central Library, prende il nome dalla strada di Londra.

## Panoramica

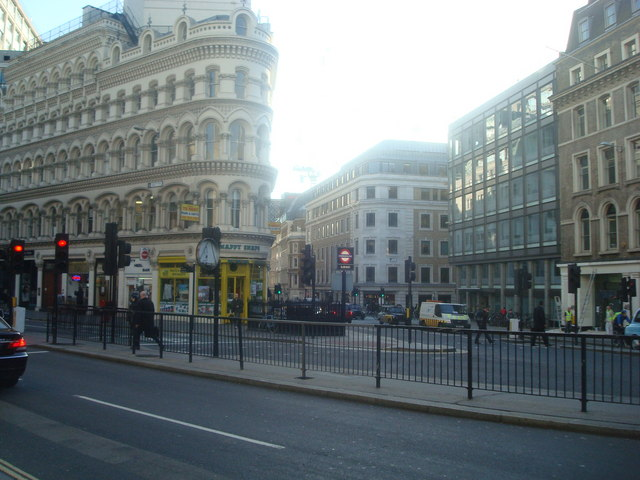
Cannon Street, incrocio con Queen Victoria Street

La strada corre verso est della Cattedrale di San Paolo; incontra Queen Victoria Street vicino alla stazione della metropolitana di Mansion House e infine incontra King William Street e Gracechurch Street vicino alla stazione della metropolitana Monument.
Alla fine del XIX secolo Cannon Street era occupata da grandi magazzini all'ingrosso, in particolare di articoli in cotone e altri tessuti.
La Pietra di Londra, da cui è stato suggerito che le distanze fossero state misurate in epoca romana, era originariamente situata nel mezzo di Cannon Street. Successivamente è stata incastrata nel muro della chiesa di San Swithin, e ora riposa sul lato della strada.
Il palazzo del governatore romano Praetorium potrebbe essere stato situato in questa zona, tra la strada principale romana di Londinium e il Tamigi. I resti di un grandissimo edificio di alto livello sono stati trovati con un giardino, piscine d'acqua e diverse grandi sale, alcune delle quali decorate con pavimenti a mosaico. Il piano dell'edificio è solo parzialmente conservato, fu eretto nella seconda parte del I secolo ed è stato in uso fino al 300 circa e ricostruito e rinnovato più volte.
È la strada in cui il cantante Marc Almond ha subito un incidente quasi fatale nel 2004 mentre guidava un motociclista.
Dove Queen Street attraversa Cannon Street c'è un'area "Central Plaza" a traffico pedonale privilegiato. Ciò faceva parte di un premiato programma di miglioramento intrapreso nel 2006.
Cannon Street faceva parte del percorso della maratona dei Giochi Olimpici e Paralimpici del 2012.
Cannon Street ha otto pub (a partire dal 2012) dentro e intorno alla zona, che è una delle maggiori concentrazioni nella Città di Londra.
Cannon Street è apparsa anche nella scena VI di William Shakespeare, Enrico IV, parte 2.

## Trasporto

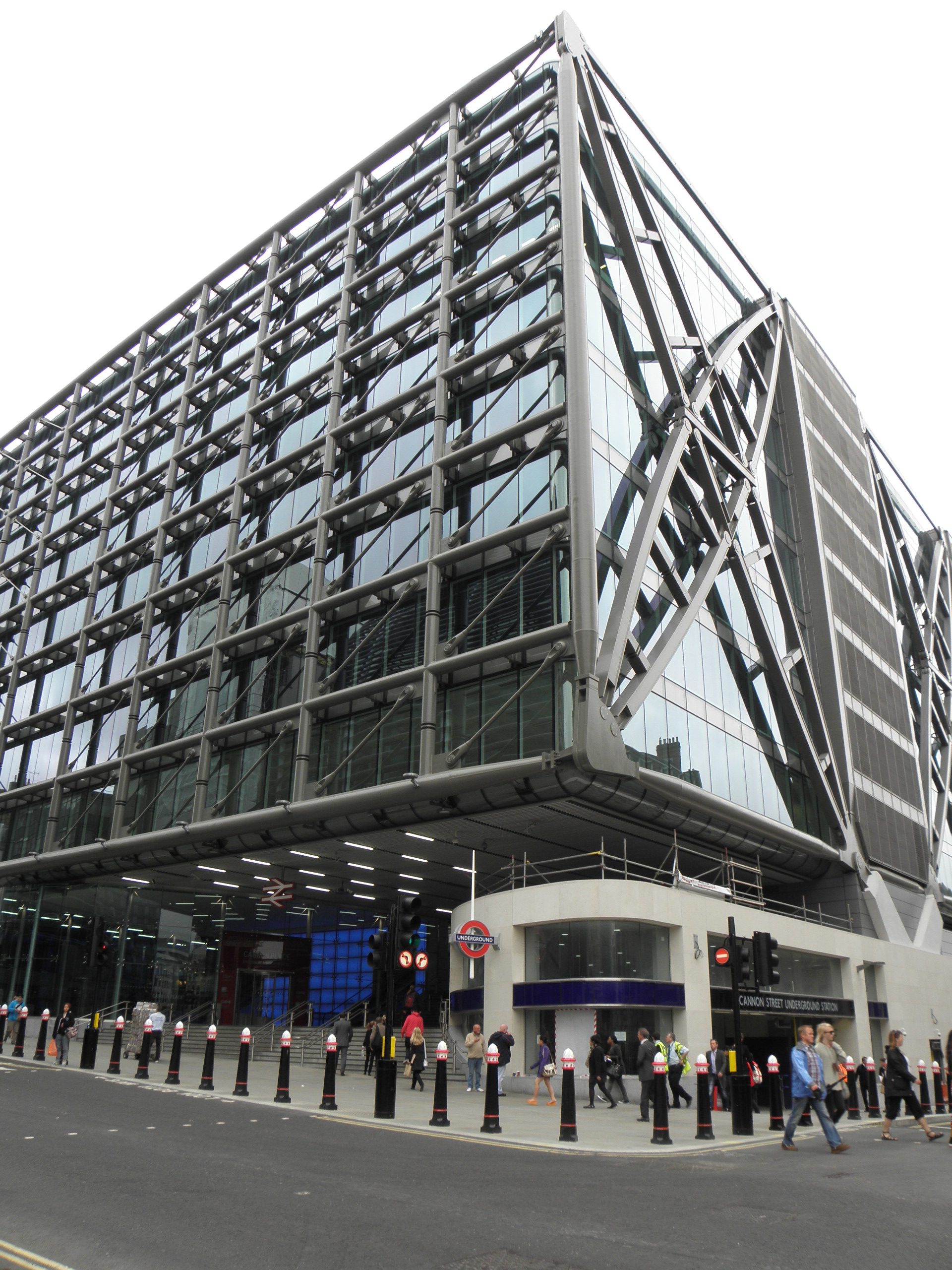
Stazione di Cannon Street.

La stazione di Cannon Street è servita dalle linee District e Circle della metropolitana di Londra e anche dai servizi ferroviari della linea principale sud-orientale. La strada è anche la sede della stazione della metropolitana Mansion House, anche delle linee District e Circle.
Le linee della London Buses 15, 17, 521 e le linee notturne N15 servono Cannon Street.